# 4274 Karamanov
4274 Karamanov (1980 RZ3) là một tiểu hành tinh vành đai chính được phát hiện ngày 6 tháng 9 năm 1980 bởi N. S. Chernykh ở Nauchnyj.